# شیلان‌آباد (مهاباد)
شیلان‌آباد (مهاباد)، روستایی از توابع بخش مرکزی شهرستان مهاباد در استان آذربایجان غربی ایران است. 

## جمعیت
این روستا در دهستان آختاچی غربی قرار دارد و براساس سرشماری مرکز آمار ایران در سال ۱۳۸۵، جمعیت آن ۱۶۱ نفر (۳۴ خانوار) بوده‌است.